# Китайский квартал в Нагасаки

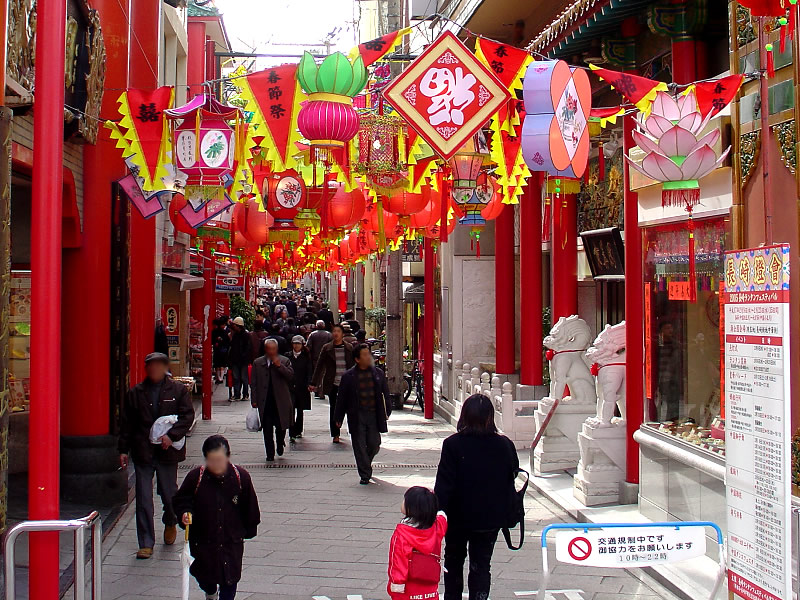
Китайский квартал в Нагасаки, 2005

Китайский квартал в Нагасаки (яп. 長崎新地中華街 Нагасаки синти тю:кагай) — квартал в городе Нагасаки, в Японии, построенный правительством сёгуната Токугава в 1689 году для централизации торговли с Китаем и борьбы с китайской контрабандой.

## История
Начиная с XV века город Нагасаки посещали китайские моряки и торговцы. В то время это был единственный порт Японии, в котором принимали иностранные суда. Правительство сёгуната Токугава, опасаясь иностранного влияния и распространения христианства, запрещало иностранцам покидать пределы города. Торговцам из Китая была выделена территория, на которой они жили, прибывая в Нагасаки, и которую им запрещалось покидать в ночное время суток. Нарушивших запрет ожидало суровое наказание.
В XIX веке, после завершения периода самоизоляции страны, китайский квартал Нагасаки разросся благодаря притоку эмигрантов из Китая.